# فانك
الفانك (بالإنجليزية: Funk)‏ هو نوع موسيقي ظهر في المجتمعات الأفريقية الأمريكية في منتصف ستينيات القرن العشرين، عندما أنتج الموسيقيون الأفريقيون الأمريكيون شكلًا جديدًا إيقاعيًا راقصًا من الموسيقا بواسطة مزج موسيقا السول والجاز والريذم آند بلوز (آر آند بي). تقلل الفانك من أهمية اللحن وتتاليات الكورد وتركز على أخدود إيقاعي قوي من البيس لاين الذي يُعزف بواسطة عازف بيس كهربائي، بالإضافة إلى جزء الدرامز الذي تكون إيقاعاته أبطأ عادةً من الموسيقا الشعبية الأخرى. بشكل مشابه للموسيقا المستوحاة من أفريقيا، تتألف الفانك عادةً من أخدود معقد مع أدوات موسيقية إيقاعية تعزف أخاديد متشابكةً ينتج عنها «إحساس راقص» و«مغناطيسي». تستخدم الفانك بشكل غزير الكورد المطولة الملونة الموجودة في بي بوب جاز، مثل الكورد الصغير مع إضافة السباعي والحادي عشر، أو الكورد السابع المسيطر مع التاسع والثالث عشر المعدلين.
نُظمت الفانك في منتصف ستينيات القرن العشرين، مع تطوير جيمس براون لنمط إيقاعي (Groove) مميز يركز على الدقات المنخفضة – مع تركيز شديد على الدقة الأولى من كل ميزان («الواحد»)، وعلى تطبيق النوتات السادسة عشر المتأرجحة والاختزال على جميع البيس لاينز وأنماط الدرامز وريفز الإيتار. لم تلبث مجموعات موسيقية أخرى، مثل سلاي آند ذا فاميلي ستون، وذا ميترز وبارلامينت-فانكاديليك، أن تبنت اختراعات براون وطورتها. شملت نساء الفانك البارزات كلًا من تشاكا خان، ومارفا وايتني، ولين كولينز، وبرايدز أوف فرانكشتاين، وفيكي أندرسون، وآنا كينغ (مغنية الجاي بي) وبارليت.
تتضمن مشتقات الفانك، الفانك السايكديالي لسلاي ستون وجورج كلينتون؛ وأفانت فانك لمجموعات مثل توكينغ هيدز ومجموعات بوب أخرى؛ والبوغي، وهي شكل من أشكال موسيقا الرقص بوست-ديسكو؛ وموسيقا الإلكترو، وهي هجين من الموسيقا الإلكترونية والفانك، والفانك ميتال (مثل ليفينغ كولر، فيث نو مور)؛ وجي-فانك، وهي مزيج من غانغستا راب والفانك، والتيمبا، وهي شكل لموسيقا رقص الفانك الشعبية الكوبية؛ بالإضافة إلى الفانك جام. استُخدمت دقات وعينات موسيقا الفانك بشكل واسع في الهيب هوب وأشكال متنوعة من موسيقا الرقص الإلكترونية، مثل موسيقا الهاوس والديترويت تيكنو. تُعد أيضًا المؤثر الرئيسي على الغو-غو، وهي نوع موسيقي فرعي مرتبط بموسيقا الفانك.

## التأثير الاجتماعي

### النساء والفانك
على الرغم من شعبية الفانك في الموسيقا الحديثة، لم يختبر إلا عدد قليل من الناس عمل نساء الفانك. تشمل نساء الفانك البارزات كلًا من تشاكا خان، ولابيل، وبرايدز أوف فرانكشتاين، وكلايماكس، ومازرز فاينست، ولين كوبنز، وبيتي ديفيس وتينا ماري. تشرح الناقدة الثقافية شيريل كييز في مقالتها بعنوان «كانت سوداء جدَا بالنسبة للروك، وخشنة جدًا بالنسبة للسول: إعادة اكتشاف مهنة بيتي مابري ديفيس الموسيقية،» أن جميع المنح المتعلقة بالفانك قد تركزت على العمل الثقافي للرجال. صرحت أن «بيتي ديفيس هي فنانة لم يُعرف اسمها كرائدة في تاريخ الفانك والروك. إذ سلطت أغلب الكتابات حول هذه الأنواع الموسيقية الضوء على الفنانين الذكور، أمثال جيمي هيندركس، وجورج كلينتون (أو بارليمينت فانكاديليك) وعازف البيس لاري غراهام، بشكل تقليدي باعتبارهم الرواد الذين شكلوا إحساس موسيقا الروك.»
في قوة فانك النسوية لبيتي ديفيس ورينيه ستاوت، أشارت نيكي أ. غرين إلى أن أسلوب بيتي ديفيس الجدلي والمثير ساعدها على زيادة الشعبية في السبعينيات إذ ركزت على المسائل المتعلقة بالجنسانية وتمكين الذات. علاوةً على ذلك، أثر هذا على قدرة الفنانين اليافعين على جذب الجماهير الكبيرة والنجاح التجاري. ذكرت غرين أيضًا أن ديفيس لم تكن مطلقًا متحدثةً رسميةً أو بطلةً تطالب بالحقوق المدنية والحركات النسوية في ذلك الوقت، على الرغم من تحول عملها في الآونة الأخيرة [متى؟] إلى رمز من رموز التحرر الجنسي للنساء ذوات البشرة الملونة. أثارت أغنية ديفيس «إذا كنت محظوظةً، فقد أُختار» الجدل، من ألبومها الأول المسمى باسمها، وحُظر بواسطة الجمعية الوطنية للنهوض بالملونين. تختبر مورين موهان، وهي عالمة موسيقا وأنثروبولوجيا، تأثير ديفيس على صناعة الموسيقا والجمهور الأمريكي في مقال بعنوان «يقولون إنها مختلفة: العرق، والجنس، والنوع، والأنوثة السوداء المتحررة لبيتي ديفيس».
تعتقد لينا داويس، مؤلفة كتاب ماذا تفعلين هنا: حياة امرأة سوداء وتحررها في الهيفي ميتال، أن سياسات جدارة الاحترام تمثل السبب الذي يحيل دون حصول الفنانات أمثال ديفيس على نفس التقدير الذي يُوهب لنظرائهن الذكور: «ألوم ما أسميه سياسات جدارة الاحترام باعتبارها جزءًا من السبب الذي حال دون معرفة بعض نساء الفانك والروك في السبعينيات بشكل أفضل. على الرغم من أهمية حضورهن وموسيقاهن، مثلت العديد من إناث الفانك والروك سلوكًا عدوانيًا وجنسانيةً لم يكن الكثير من الناس مرتاحًا حيالها.»
وفقًا لفرانشيسكا ت. رويستر، حلل ريكي فينسنت في كتابه الفانك: الموسيقا، الناس، والإيقاع الواحد تأثير لابيل لكن في أقسام محدودة فقط. تنتقد رويستر تحليل فينسنت للمجموعة بتصريحها: «من العار، إذن، أن يولي فينسنت قدرًا ضئيلًا كهذا من الاهتمام لأداء لابيل في دراسته. يعكس هذا، لسوء الحظ، التحيز الجنسي المستمر الذي يشكل تطور موسيقا الفانك. في الفانك، كان تحليل فينسنت للابيل موجزًا – شغل مقطعًا وحيدًا مع ذا بوينتر سيسترز في فصله الفرعي المكون من ثلاث صفحات، بعنوان «نساء الفانك». كتب أنه «في حين كشفت أغنية «سيدة المرملاد» عن معايير التلميحات الجنسية لدى المجموعة ورفعت نجوميتها بشكل هائل، هوت صورة الفرقة البراقة داخل تيار الديسكو وضاعت الفرقة في النهاية عندما انفصل الثلاثي بحثًا عن عمل فردي» (فينسنت، 1996، 192). تشارك الكثير من الفنانات الإناث، اللواتي يُعتبرن في نوع الفانك، أغان لأنواع أخرى مثل الديسكو والسول والآر آند بي؛ تقع لابيل ضمن هذه الفئة من النساء اللواتي قُسمن على هذه الأنواع بسبب النظرة النقدية للنظرية الموسيقية وتاريخ التحيز الجنسي في الولايات المتحدة.
في السنوات الأخيرة، فتحت الفنانة جانيل مونيه الأبواب أمام منح أكثر وتحليل أكبر لتأثير الإناث على نوع موسيقا الفانك. يحرف أسلوب مونيه مفاهيم الجنس، والجنسانية والتعبير عن الذات بطريقة مشابهة لتلك التي كسر فيها بعض ذكور رواد الفانك الحدود. تتمحور ألبوماتها حول المفاهيم المستقبلية الأفريقية، وتركز على عناصر تمكين الإناث والسود وعلى رؤى لمستقبل مرير. في مقاله «جانيل مونيه والفانك النسوي ذو الصوت الأفريقي»، كتب ماثيو فالنيس أن مشاركة مونيه في نوع الفن مقترنة مع النظرة التقليدية للفانك كنوع يركز على الذكور. يعترف فالنيس بالهيمنة الذكورية على موسيقا الفانك، لكنه يقدم لمحةً عن الظروف المجتمعية التي أدت إلى هذا الوضع.
يشمل الفنانون الذين أثروا بمونيه كلًا من مرشدها برينس، وفانكاديليك، ولورين هيل بالإضافة إلى العديد من فناني الفانك والآر آند بي، لكن وفقًا لإيميلي لوردي، نادرًا ما يُدرج اسم [بيتي] ديفيس ضمن المؤثرين على جانيل مونيه، ومن المؤكد أن المفاهيم عالية التقنية للمغنية الأصغر، بالإضافة إلى عروضها الباهرة وأغانيها المنتجة بإتقان، أبعد ما تكون عن جمالية البانك الأصلية لديفيس. لكن... مثل ديفيس، ترتبط ارتباطًا وثيقًا أيضًا بمرشد ذكر يتمتع بالبصيرة (برينس). يشير عنوان ألبوم مونيه لعام 2013، السيدة الإلكترونية، إلى أغنية هيندريكس أرض السيدة الإلكترونية، لكنها تشير ضمنيًا إلى مجموعة النساء اللواتي ألهمن هيندريكس ذاته: تُدعى هذه المجموعة بالسيدات الكونيات أو السيدات الإلكترونيات، إذ تقودها حبيبة هيندريكس ديفون ويلسون إلى جانب بيتي ديفيس.